# Santa Fe (Cebu)
Pour les articles homonymes, voir Santa Fe.
Santa Fe  est une ville de la province de Cebu aux Philippines qui, selon le recensement de 2015, compte environ 28 000 habitants.
Elle forme la partie est de l'Île Bantayan, au nord-ouest de l'île de Cebu.
En 2019, elle compte environ 30 000 habitants.